# Alastor nitens
Alastor nitens är en stekelart som beskrevs av Gusenleitner 2000. Alastor nitens ingår i släktet Alastor och familjen Eumenidae. Inga underarter finns listade i Catalogue of Life.